# Krasznoszlobodszki járás
A Krasznoszlobodszki járás (oroszul Краснослободский район, erza nyelven Якстерекуро буе, moksa nyelven Ошень аймак) Oroszország egyik járása Mordvinföldön. Székhelye Krasznoszlobodszk.

## Népesség
- 1989-ben 33 669 lakosa volt.
- 2002-ben 28 703 lakosa volt, akik főleg oroszok, moksák és tatárok.
- 2010-ben 26 406 lakosa volt, melyből 19 308 orosz, 6504 mordvin, 375 tatár.